# Patrick Bristow

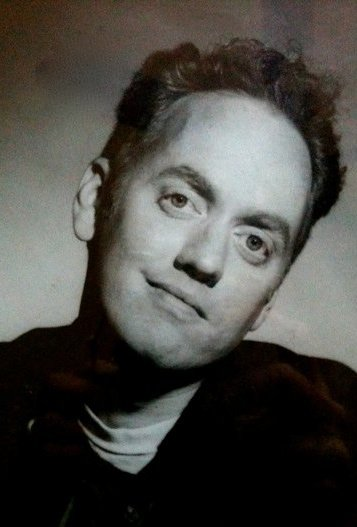
Patrick Bristow

Patrick Bristow (* 26. September 1962 in Los Angeles, Kalifornien, Vereinigte Staaten) ist ein US-amerikanischer Schauspieler und Comedian.

## Leben
Patrick Bristow ist das dritte Kind der ehemaligen Schauspieler Frank Bristow und Patricia O’Kane. Er lebt seit 1994 mit seinem Partner Andrew Nicastro in seiner Heimatstadt.
Patrick Bristow spielte in der Sitcom Ellen Ellen Morgans besten Freund Peter. Von 2006 bis 2007 spielte Bristow in der Serie The Minor Accomplishments of Jackie Woodman. Er hatte von 2004 bis 2007 eine wiederkehrende Rolle in der Disney-Channel-Serie Hotel Zack & Cody als Patrick, den sarkastischen Chefkellner des Tipton-Restaurant. Bristow trat in zwei Episoden der US-amerikanischen Improvisationssendung Whose Line Is It Anyway? auf. Außerdem hat er eine wiederkehrende Rolle als ein homosexuelles Mitglied der Elternvertretung in der Sendung King of the Hill.
Bristow ist Bühnenshow-Regisseur und Gastgeber der Jim-Henson-Show Puppet Up!, die komödiantische Interpretation mit Puppenspiel verbindet.
Patrick Bristow ist besonders bekannt dafür, dass er Gastrollen in bekannten Serien übernimmt. Er spielte bereits in Serien wie Seinfeld, Verrückt nach dir, Malcolm mittendrin, Charmed – Zauberhafte Hexen, Raven blickt durch, CSI: Den Tätern auf der Spur, Headcase und Lass es, Larry!. Ende der 1990er Jahre drehte er die Pilot-Episode der Sendung An American Family, die auf UPN gezeigt werden sollte, allerdings blieb es bei dieser Pilotfolge. Die Sendung wurde nicht weitergedreht.
Neben seinen Serienrollen spielte Bristow in einigen Filmen, darunter Austin Powers – Das Schärfste, was Ihre Majestät zu bieten hat, Showgirls, Spiel ohne Regeln, Twilight of the Golds und in den Independent-Filmen Jimmy and Judy und Enigma with a Stigma.
Bristow wurde für einige Preise nominiert und auch ausgezeichnet. Er wurde für einen Los Angeles Drama Critics Circle Award, einen LA Stage Alliance und einen Ovation Award nominiert und erhielt einen Back Stage West Garland Award für seine Rolle des Bob im Musical The Breakup Notebook: The Lesbian Musical, welches 2006 den Ovation Award in der Kategorie World Premiere Musical bekam.
Patrick Bristow ist außerdem Absolvent der Sketch-Comedy-Truppe The Groundlings, bei der er manchmal noch mitspielt. Bristow leitet eine Improvisationsschule in Los Angeles, „Improvatorium“ genannt.

## Filmografie (Auswahl)

### Filme
- 1990: Once in a Blue Moon (Kurzfilm)
- 1991: Jack allein im Serienwahn (Delirious)
- 1995: Showgirls
- 1996: The Twilight of the Golds
- 1997: Austin Powers – Das Schärfste, was Ihre Majestät zu bieten hat
- 2001: Beethoven 4 – Doppelt bellt besser (Beethoven's 4th)
- 2005: Spiel ohne Regeln (The Longest Yard)
- 2005: The Inner Circle
- 2006: Jimmy and Judy
- 2006: Pro-Choice (Kurzfilm)
- 2006: The Enigma with a Stigma
- 2010: All About Evil

### Fernsehserien
- 1991: Riders in the Sky (2 Episoden)
- 1993: Black Tie Affair
- 1993: The Second Half (3 Episoden)
- 1994: Eine starke Familie (Step by Step, 1 Episode)
- 1994: Tom (4 Episoden)
- 1994–1998: Ellen (19 Episoden)
- 1995: Die Super-Mamis (The Mommies, 1 Episode)
- 1996: Seinfeld (1 Episode)
- 1996–1997: Verrückt nach dir (Mad About You, 5 Episoden)
- 1997: Head Over Heels (7 Episoden)
- 1999: Friends (1 Episode)
- 2000: Grown Ups (4 Episoden)
- 2001: Sabrina – Total Verhext! (Sabrina, the Teenage Witch, 1 Episode)
- 2004: Keine Gnade für Dad (Grounded for Life, 1 Episode)
- 2004: Lass es, Larry! (Curb Your Enthusiasm, 2 Episoden)
- 2004: Raven blickt durch (That's So Raven, 1 Episode)
- 2004: Significant Others (2 Episoden)
- 2004–2005: Malcolm mittendrin (Malcolm in the Middle, 2 Episoden)
- 2005: Charmed – Zauberhafte Hexen (Charmed, 1 Episode)
- 2005: Zoey 101 (1 Episode)
- 2005: Listen Up (1 Episode)
- 2005–2007: Hotel Zack & Cody (The Suite Life of Zack and Cody)
- 2006: Lovespring International (1 Episode)
- 2006–2007: The Minor Accomplishments of Jackie Woodman (8 Episoden)
- 2009: CSI: Den Tätern auf der Spur (CSI: Crime Scene Investigation, 1 Episode)
- 2009: Rita Rockt (Rita Rocks, 1 Episode)
- 2009: Head Case (Fernsehserie, 3 Episoden)
- 2010: Meine Schwester Charlie (Good Luck Charlie, 1 Episode)
- 2016: Criminal Minds (1 Episode)
- 2020: AJ and the Queen
- 2022: Navy CIS (1 Episode)
- 2024: Nobody Wants This (Fernsehserie)

### Synchronisation
- 1999–2000: Family Guy (Zeichentrickserie, 4 Episoden)
- 2005: Hopeless Pictures (Zeichentrickserie)
- 2007: American Dad (Zeichentrickserie, 1 Episode)
- 2007–2009: King of the Hill (Zeichentrickserie, 3 Episoden)